# 1992년 쌍방울 레이더스 시즌
1992년 쌍방울 레이더스 시즌은 쌍방울 레이더스가 KBO 리그에 참가한 2번째 시즌이다. 김인식 감독이 팀을 이끈 마지막 시즌으로, 팀은 7위 LG 트윈스와도 1할이 넘는 승률 차이로 최하위에 머물렀다.
한편, 1989년 11월 14일 3년 계약으로 부임했던 김인식 창단감독이 1991년 말 구단주 대행 겸 쌍방울 부회장으로 취임한 이용일 전  KBO 총재특보와의 마찰 뿐 아니라 3년 계약 종료로 자연스럽게 물러났으며 이용일 구단주 대행이 그랬던 것처럼 소위 '일본통'이었던 신용균 감독이 3년 계약 형식으로 부임했고 이 과정에서 김준환 최영상 코치 외의 대부분 코치들이 퇴출됐다.
그러나, 신용균 감독은  외국인 선수 영입 과정에서 본인(신용균)과 달리 소위 '미국통'이었던  한동화 코치와 불화를 보여 결국 1년 만에 해임됐으며 한동화 코치가 2년 계약 형식으로 감독 승격했지만  자신과 똑같은 '미국통'이었던 김인식 창단 감독이 그랬던 것처럼 소위 '일본통'인 이용일 구단주 대행과 사이가 좋지 않았고 결국 1995년 시즌 연패를 반복하여 도중하차했다.
한편, 임신근 전 수석코치가 1991년 9월 17일 타격훈련 도중 심장마비로 세상을 떠나자 1990년 11월 26일 2년 계약으로 취임했던  김광웅 2군감독이   1991년 말 수석코치로 자리를 옮겼고 이 때문에 쌍방울은 1992년 2군감독을 공석으로 뒀다.

## 타이틀
- KBO 골든글러브: 김기태 (지명타자)
- 올스타 선발: 김기태 (지명타자)
- 올스타전 추천선수: 김원형
- 컴투스프로야구 선정 감독들의 현역시절 라인업: 김기태
- 볼넷: 김기태 (114)
- 고의4구: 김기태 (18)
- 출루율: 김기태 (0.461)
- 선발 GSC: 강길용 (4월 15일 해태전, 98)

### 퓨처스리그
- 남부리그 출장(타자): 강남규, 유영원, 최해식 (35)
- 남부리그 타석: 김경수 (140)
- 출루율: 김경수 (0.471)
- 안타: 김경수 (42)
- 1루타: 김경수 (32)
- 타점: 김형태 (27)
- 도루: 김경수 (15)
- 4사구: 김경수 (23)

## 선수단
- 선발투수 : 김원형, 박성기, 강길용, 박진석
- 구원투수 : 최한림, 이재홍, 김기덕, 황태호, 손문곤, 신현대, 이동석
- 마무리투수 : 조규제, 김석기, 임창식, 김봉근, 진동한
- 포수 : 김호근, 전종화, 박경완, 최해식
- 1루수 : 김만후, 이현택
- 2루수 : 송인호, 최해명
- 유격수 : 김호, 정학원
- 3루수 : 이승희[10], 유동효
- 좌익수 : 이상대, 김평호
- 중견수 : 이연수, 윤혁, 양후승, 김성규, 서창기
- 우익수 : 조용호, 김상재, 박기택
- 지명타자 : 김기태, 유영원, 김경수, 김형태, 유성기, 우효동, 유태영

## 여담
- 황태호는 현재까지 확인되는 쌍방울 레이더스 사상 자유계약으로 입단한 마지막 선수다. 그러나 이 시즌 단 한 경기에 구원등판하여 평균자책점 81.00에 그쳐 구단 사상 단일 시즌 최소 등판, 최고 평균자책점 기록을 세웠다. 이 기록은 KBO 리그 역대 용병 투수 통산 최고 평균자책점 기록이기도 하다.
- 김기태는 후반기 57볼넷으로 KBO 리그 역대 단일 시즌 후반기 최다 기록을 세웠다.
- 김기태는 31홈런 96타점 114볼넷 65순수타점으로 구단 사상 단일 시즌 최다 홈런, 타점, 볼넷, 순수타점 기록을 세웠으며, 출루율 0.461, 순출루율 0.159, 순장타율 0.319로 규정 타석을 채운 타자들 중 구단 사상 최고 출루율, 순출루율, 순장타율 기록도 세웠다. 반면 수비WAR은 -1.43에 그쳐 구단 사상 최저 기록을 세웠다.
- 김기태는 KBO 리그 역대 최초로 단일 시즌 100볼넷을 기록했다.
- 김만후는 15병살타로 구단 사상 단일 시즌 최다 병살타 기록을 세웠다.
- 김원형은 총 7번 완투하여 구단 사상 단일 시즌 최다 완투 기록을 세웠다.
- 김호는 29번의 실책을 범해 구단 사상 단일 시즌 최다 실책 기록을 세웠다.
- 1993 신인드래프트에서 박상수는 구단 사상 최초로 1차 지명된 외야수가 되었다.

## 같이 보기
- 1993년 쌍방울 레이더스 시즌
- 1995년 쌍방울 레이더스 시즌
- 1996년 쌍방울 레이더스 시즌